# Алтуна
Алтуна (енгл. Altoona) град је у САД у савезној држави Пенсилванија. По попису становништва из 2010. у њему је живело 46.320 становника.

## Географија
Алтуна се налази на надморској висини од 368 m.

## Демографија
Према попису становништва из 2010. у граду је живело 46.320 становника, што је 3.203 (6,5%) становника мање него 2000. године.
|                   | 2010.           | 2000.           |
| Укупно            | 46 320 (100,0%) | 49 523 (100,0%) |
| Белци             | 43 094 (93,04%) | 47 342 (95,60%) |
| Афроамериканци    | 1 540 (3,325%)  | 1 231 (2,486%)  |
| Остали            | 882 (1,904%)    | 427 (0,862%)    |
| Хиспаноамериканци | 609 (1,315%)    | 367 (0,741%)    |
| Азијати           | 195 (0,421%)    | 156 (0,315%)    |